# Josias Braun-Blanquet
Josias Braun-Blanquet (Chur, 3 de agosto de 1884 – Montpellier, 20 de setembro de 1980) foi um botânico suíço. O seu nome de baptismo era Josias Braun.

## Biografia
Desenvolveu uma estrutura de método e de ensino, que combina os princípios existentes no ajustamento e classificação da  existência da planta. 
O nome composto (Braun-Blanquet) é resultado do casamento de Josias Braun com sua colega de estudos Gabrielle Blanquet. Braun conheceu Blanquet no laboratório de Charles Henri Flahault, na Universidade de Montpellier. Casaram-se em 1951, e Braun adotou o nome Braun-Blanquet, um costume onomástico suíço, associando a esposa às suas atividades científicas. 
A Josias Braun-Blanquet foi concedida a Medalha Linneana de 1974.
Orientou os seus trabalhos especialmente para a fitossociologia. 

## Obras
Entre outros trabalhos publicou:
- L'Origine et le développement des flores dans le Massif central de France, avec aperçu sur les migrations des flores dans l'Europe sud-occidentale (imprimerie A. Rey, Lyon ; Léon Lhomme, Paris ; Beer et Cie, éditeurs, Schlüsselgasse, Zurich, 1923).
- Études phytosociologiques en Auvergne (imprimerie de G. Mont-Louis, Clermont-Ferrand, 1926).
- Com G. Tallon e Stjepan Horvati (1899-1975), Comité international du Prodrome phytosociologique. Prodrome des groupements végétaux. ″Prodromus der Pflanzengesellschaften″. Fasc. 1. ″Ammophiletalia″ et ″Salicornietalia″ méditerranéen (Mari-Lavit, Montpellier, 1934).
- Helmut Meier, Comité international du Prodome phytosociologique. Prodrome des groupements végétaux. ″Prodomus der Pflanzengesellschaften″. Fasc. 2. Classe des asplenietales rupestres, groupements rupicoles (Mari-Lavit, Montpellier, 1934).
- La Forêt d'yeuse languedocienne (Quercion illicis), monographie phytosociologique (Mari-Lavit, Montpellier, 1936).
- Com Wacław Gajewski (1911-), M. Wraber, J. Walas Comité international du Prodrome phytosociologique. Prodrome des groupements végétaux. ″Prodromus der Pflanzengesellschaften″. Fasc. 3. Classe des ″Rudereto secalinetales″, groupements messicoles, culturaux et nitrophiles-rudérales du cercle de végétation méditerranéen (Mari-Lavit, Montpellier, 1936).
- Com M. Moor Comité international du Prodrome phytosociologique. Prodromus der Pflanzengesellschaften. ″Prodrome des groupements végétaux″. Fasz. 5. Verband des ″Bromion erecti″ (1938).
- Com J. Vlieger et G. Sissingh Comité international du Prodrome phytosociologique. ″Podromus der Pflanzengesellschaften″. Prodrome des groupements végétaux. ″Fasz. 6. Klasse der Vaccinio-Piceetea, Nadelholz-und Vaccinienheiden (1939).
- Com René Molinier (1899-1975) et H. Wagner Comité international du prodrome phytosociologique. Prodrome des groupements végétaux. Prodomus der Pflanzengesellschaften. Fasc. 7. Classe cisto-lavanduletea (landes siliceuses à cistes et lavandes) (Station internationale de géobotanique méditerranéenne et alpine, Montpellier, 1940).
- 1. La Station internat. de géobotanique méditerranéenne et alpine en 1941-43. 2. Sur l'importance pratique d'une carte détaillée des associations végétales de la France (Imprimerie de la Charité, Montpellier, 1944).
- Com R. Molinier, Marie Louis Emberger (1897-1969) Instructions pour l'établissement de la carte des groupements végétaux (Centre national de la recherche scientifique, 1947).
- La Végétation alpine des Pyrénées Orientales, étude de phyto-sociologie comparée (Monografías de la Estación de Estudios Pirenaicos y del Instituto Español de Edafología, Ecología y Fisiología Vegetal, 9 (Bot. 1). Consejo Superior de Investigaciones Científicas, Barcelona, 1948).
- La Végétation de l'étage alpin des Pyrénées orientales comparée à celle des Alpes (El noticiero, Zaragoza, 1950).
- Les Groupements végétaux de la France méditerranéenne (imprimerie de Macabet frères, Vaison-la-Romaine, 1952).
- Pflanzensoziologie: Grundzüge der Vegetationskunde (Springer, Viena, 1951,1964).
- Las comunidades vegetales de la depresión del Ebro y su dinamismo, con Oriol de Bolòs (Ayuntamiento de Zaragoza, 1987).